# Abdelaziz Bouteflika
Abdelaziz Bouteflika GColIH (em árabe: عبد العزيز بوتفليقة Oujda, 2 de março de 1937 – 17 de setembro de 2021) foi um político argelino. Foi presidente da Argélia de 1999 a 2019, quando renunciou em meio a uma onda de protestos que pediam sua saída do poder.
Foi um dos líderes da Revolução Argelina. Com a libertação de seu país, serviu como Ministro das Relações Exteriores entre 1963 e 1979. Também já havia presidido a Assembleia Geral das Nações Unidas.
Como presidente da república, ele conduziu o fim da Guerra Civil da Argélia em 2002 e do estado de emergência em 2011. Em novembro de 2012, ultrapassou Houari Boumédiène como presidente argelino a passar mais tempo no cargo.

## Biografia
Nascido no então Protetorado Francês em Marrocos, Bouteflika mudou-se com a família para Tremecém, na Argélia francesa, onde ele passou boa parte de seus primeiros anos de vida. Em 1957, no terceiro ano da Guerra de Independência Argelina (1954-1962), Bouteflika ingressou na Frente de Libertação Nacional, alistando-se no Exército de Libertação Nacional, braço armado do grupo, que lutava contra o domínio francês.
Tornou-se um oficial do ALN em 1960 e, após a independência da Argélia em 1962, Bouteflika foi nomeado Ministro para a Juventude, Esportes e Turismo da nova nação africana. No ano seguinte, foi nomeado pelo presidente Ahmed Ben Bella como novo Ministro das Relações Exteriores.
Ele teve participação importante no golpe militar liderado pelo coronel Houari Boumedienne, que removeu Ahmed Ben Bella do poder em 19 de junho de 1965. Bouteflika continuou a servir como ministro das Relações Exteriores no novo governo, e a Argélia destacou-se no cenário internacional como um dos protagonistas do Movimento dos Países Não Alinhados. Com a morte do coronel Boumedienne, em 1978, Bouteflika era um dos militares cotados para substituí-lo na presidência. No entanto, o exército nomeou o ministro da Defesa Chadli Bendjedid como novo presidente argelino, e logo depois Bouteflika perdeu sua posição como ministro das Relações Exteriores.
Acusado de corrupção por seus adversários políticos, Bouteflika exilou-se por vontade própria em 1981. Em seu retorno à Argélia, em 1987, ele voltou a ser um membro da FLN.

### Presidência
Em 1999, Bouteflika concorreu como candidato único às eleições presidenciais da Argélia, sendo eleito com 74% dos votos, segundo números oficiais. Os outros seis postulantes de oposição haviam denunciaram um esquema de fraude em favor de Bouteflika, candidato apoiado pelo regime militar, e desistiram de suas candidaturas. Como presidente, Bouteflika conduziu o processo para pacificação da Argélia para colocar fim ao longo conflito civil iniciado em 1992,  concedendo ampla anistia a grupos militantes islâmicos que atuavam dentro do país. Também concentrou-se em reconstruir e fortalecer a reputação internacional a Argélia, por exemplo, mediando um acordo de paz entre Eritreia e Etiópia. A 14 de janeiro de 2003, foi agraciado com o Grande-Colar da Ordem do Infante D. Henrique de Portugal.
Em 8 de abril de 2004, foi reeleito para um segundo mandato presidencial, com 83,49% dos votos, em uma eleição dentro da legalidade, segundo observadores internacionais, apesar da contestação de seu rival e antigo primeiro-ministro Ali Benflis.
Em 2005, ele organizou um referendo pela "Carta presidencial para a Paz e a Reconciliação Nacional", em uma tentativa de colocar um ponto final à guerra civil de 1992.
Apesar da aprovação em massa ao referendo e dos esforços para restaurar a paz e reduzir a atividade e a violência de grupos rebeldes do país, alguns insurgentes se articularam com a rede al Qaeda e formaram o grupo Al Qaida no Magreb Islâmico, responsável por uma série de atentados suicidas durante o seu segundo mandato.
Embora se especulasse continuamente sobre o seu estado de saúde, Bouteflika concorreu a um terceiro mandato presidencial em 2009, sendo reeleito com 90,24% dos votos, enquanto seus adversários denunciaram supostas fraudes e manipulações no pleito.
Em abril de 2013, Bouteflika sofreu um acidente vascular cerebral, mas se manteve no cargo de presidente argelino.
Considerado grande favorito em mais uma disputa eleitoral marcada por boicote e denúncias de fraude de oposicionistas, foi reeleito em 17 de abril pela quarta vez consecutiva, com 81,53% dos votos, à frente do ex-primeiro-ministro Ali Benflis.

### Renúncia
Devido a uma onda de protestos na Argélia, no dia 2 de abril de 2019 Bouteflika renuncia ao cargo de Presidente da Argélia em meio a uma crise política, social e econômica que assola o país.

## Morte
Bouteflika morreu em sua casa na noite de 17 de setembro de 2021, a causa da morte ainda não foi divulgada.